# Musique portugaise
La musique portugaise comporte la plupart des genres musicaux pratiqués en Occident. Le Portugal est internationalement connu pour sa tradition folklorique, largement basée sur le fado et les styles musicaux qui en dérivent. Comme il est le genre musical qui caractérise le mieux l'esprit portugais et qu'il est directement relié à l'histoire et aux racines culturelles portugaises, le fado a connu une récente expansion dans divers styles musicaux, comme le rock ou le hip-hop. Indépendamment de l'influence du fado.
Si Amália Rodrigues est toujours le nom le plus réputé de la musique portugaise, actuellement, les plus grandes noms sont représentées par des groupes tels Moonspell (metal), Madredeus (fado et musique populaire portugaise), Buraka Som Sistema (electro, kuduro, breakbeat), Da Weasel (hip-hop), Blasted Mechanism (électro-rock expérimental) ou WrayGunn (rock, blues), et des artistes comme Mariza (fado). La musicalité de la langue portugaise inspire également les locuteurs non natifs de l'utiliser dans leurs enregistrements, par exemple Mil i Maria. La musique folklorique régionale reste populaire aussi, après avoir été mise à jour et modernisée dans de nombreux cas, en particulier la région nord-est de Trás-os-Montes. La dance, le rock, la pop, la kuduro, la zouk, le kizomba, le heavy metal, la house et le hip-hop sont parmi les styles musicaux les plus populaires au Portugal, mais l'arrivée récente[Quand ?] de groupes qui revitalisent la musique populaire portugaise, comme Deolinda, conduit à un nouvel intérêt pour ce type de musique.

## Musique classique
C'est surtout à l'époque de la musique baroque que le Portugal brilla par ses compositeurs (Manuel Rodrigues Coelho, Duarte Lobo, Carlos de Seixas). Luís de Freitas Branco (né le 12 octobre 1890 à Lisbonne et décédé le 27 novembre 1955 dans la même ville) est l'une des figures les plus représentatives de la musique classique portugaise de la première moitié du xxe siècle. 
Dans la musique contemporaine, on peut noter par exemple le compositeur Eurico Carrapatoso et la pianiste Maria João Pires.
Les salles de concert du genre incluent : Casa da Música, Ópera do Tejo, Diogo Bernardes Theatre, et Teatro Nacional de São Carlos.

## Musique traditionnelle

### Musique folklorique
La musique folklorique portugaise est influencée par les musiques européennes, de l'Afrique du Nord, en raison de sa proximité et de l'Afrique noire en raison de ses anciennes colonies, et enfin du Brésil, où se sont formés des mélanges de musiques portugaises anciennes, venant des colons, de la musique folklorique américaine locale et de la musique des esclaves africains. Parmi les instruments de la musique folklorique, on peut retrouver ses influences et on y trouve la cornemuse, l'accordéon, le triangle, le tambourin à sonnailles, le tambour, le reco-reco, les castagnettes.
Les musiques dansantes incluent baile mandado, branyo, Cana Verde, corridinho (originaire de la région de l'Algarve et signifiant « petite course »), fandango (de l'ancienne région de Ribatejo), farapeira], folia (à l'origine du thème musical repris par différents grands compositeurs baroques partout en Europe, comme Lully, Couperin, Corelli Scarlatti ou encore Vivaldi), malhão, rancho, et vira (danse à 3 temps originaire de la région du Minho, répandue jusqu'à Lisbonne).

### Fado

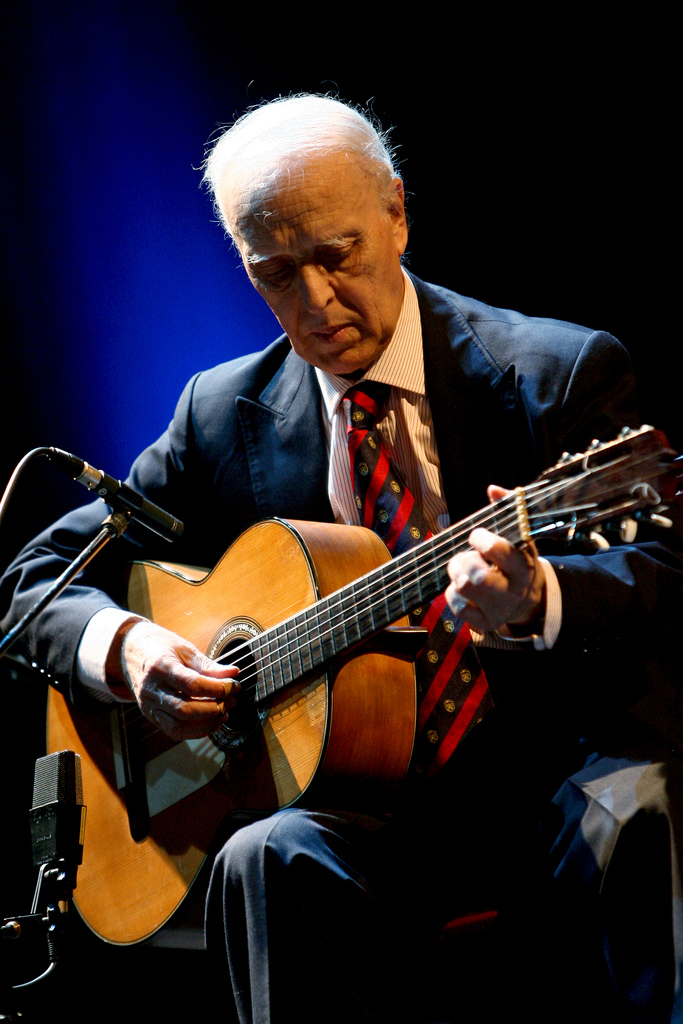
Guitariste de fado.

Le style musical le plus emblématique du Portugal depuis Salazar est le Fado, un chant mélancolique généralement accompagné par des instruments à cordes pincées, dont généralement la guitarra (sorte de cistre) et une ou plusieurs violão.

## Musique populaire

### Pop et rock
Le rock et la pop s'imposent au Portugal à partir des années 1960-19970 notamment avec une importante scène de rock progressif et pop.
À partir des années 1980, le boom du rock portugais avec l'apparition de divers genres tels que la new wave, punk rock, hard rock, post-punk, et rock alternatif. Dans les années 1990 et 2000, le développement du rock portugais continue avec la formation de nouveaux groupes et nouveaux genres, fusions.

### Jazz
Des personnalités telles que Mário Barreiros, Mário Laginha, Carlos Barretto, Carlos Bica, João Paulo Esteves da Silva, António Pinho Vargas et la chanteuse Maria João mènent de longues et remarquables carrières dans ce domaine, bien qu'elles aient expérimenté, parfois avec un succès notable, d'autres genres musicaux, Les artistes les plus connus sont les musiciens, les chanteurs et les chanteuses, ainsi que d'autres genres musicaux, et une autre génération suit leurs traces, notamment le pianiste Bernardo Sassetti, Júlio Resende, Carlos Bica, João Paulo, et les chanteurs Salvador Sobral, João Barradas, Jacinta, Vânia Fernandes et Luísa Sobral.

### Punk et metal

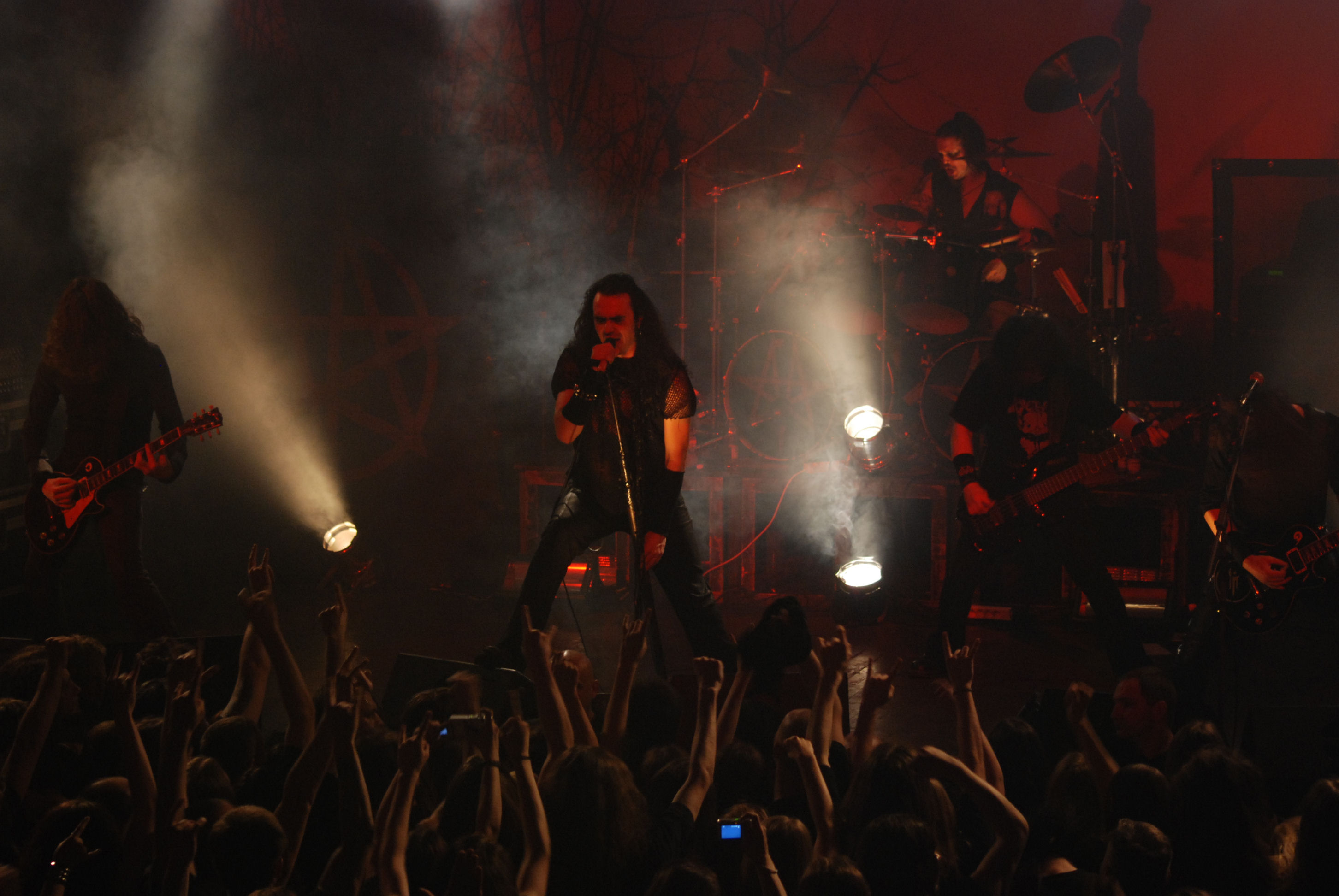
Moonspell à Cracovie, en Pologne, en 2007.

Le punk rock et le heavy metal émergent en même temps au Portugal vers le début des années 1980. Ils font encore partie des genres musicaux underground mis à part pour quelques groupes qui ont su trouver une notoriété commerciale.

### Reggae
Bob Marley est l'élément déclencheur du reggae au Portugal et dans le monde[réf. nécessaire]. Depuis le milieu des années 1990, le reggae portugais se développe surtout grâce au passé colonial des Portugais, les artistes reggae portugais sont surtout des Angolais ou des Cap-verdiens installés au Portugal.

### Hip-hop
La scène hip-hop portugaise, appelée hip-hop tuga, se développe surtout au début des années 1990, avec la formation des 2 grands groupes majeurs du rap portugais, Da Weasel à Lisbonne et Mind da Gap à Porto. Les paroles du rap portugais sont surtout sur le thème des problèmes sociaux du pays, la misère des ghettos portugais, la drogue, la violence urbaine, les grandes inégalités sociales du pays.

### Variété
La variété portugaise était déjà présente durant la dictature. Les thèmes abordés dans les chansons sont surtout l'amour.

### Pimba
La musique pimba est une musique typique qui représente bien les fêtes de villages portugaises, cette scène musicale se crée dans le milieu des années 1990 avec le grand tube du chanteur Emanuel, pimba. Ce genre musical est surtout populaire chez les Portugais résidant à l'étranger et dans les campagnes du nord du Portugal. Le son musical est surtout marqué par la présence de l'accordéon, des trompettes et du synthétiseurs, les paroles sont le plus souvent sur le thème de l'amour, le sexe (au second degré) et sur la cuisine.

### Musique électronique
La musique électronique/dance ne fait apparition qu'en 1998 au Portugal, avec le groupe Santamaria, le seul à avoir obtenu du succès dans ce genre au XXe siècle. Les Santamaria sont considérés comme le meilleur groupe du Portugal dans ce genre, ayant fortement évolué depuis leurs débuts et produisant de nos jours du hands up. Ayant une forte notoriété au Portugal, il est difficile de faire concurrence au groupe qui est dès à présent très connu par les meilleurs Dj et groupe d'eurodance en Europe.
La techno et l'electro commencent à émerger notamment grâce aux scènes française et allemande. Quelques artistes electro/house et house portugais incluent notamment DJ Vibe, Rui da Silva, Pete Tha Zouk, Pedro Cazanova, Mastiksoul, et Carlos Manaca. Le plus gros succès portugais est Buraka Som Sistema qui mélange musique kuduro avec du breakbeat et de l'electro.
La nouvelle[Quand ?] vague house portugaise est marquée par Pedro Cazanova, Diego Miranda, Massivedrum…

### Kuduro et kizomba
Dans le centre du Portugal, vers Lisbonne, un genre de musique très écouté par les jeunes est le kizomba/kuduro. Le kuduro mélange de musique électronique et rythmes africains originaires d'Angola et le kizomba, une sorte de zouk à la portugaise sont très pratiqués au Portugal par des Angolais, Capverdiens, Portugais, Guinéens, etc. Depuis 2009-2010, le kuduro a été très répandu dans le monde entier notamment avec Costuleta et son "Tchiriri" ainsi que le King Kuduro et son Il faut danser, Dklé et Le son qu'il te faut très dansé et très écouté dans de nombreuses discothèques.

## Instruments traditionnels
L'instrument qui est le plus souvent utilisé est l'accordéon diatonique : un petit accordéon dont le système d'anches mélodiques qui donne une note différente en poussant et en tirant.
Les percussions impliquent : l'adufe, tambourin carré réservé aux femmes utilisé pour accompagner les chansons traditionnelles portugaises. Les instruments à cordes impliquent : le cavaquinho, une sorte de petite guitare à 4 cordes, la viola à 6 cordes et la guitare portugaise (guitarra portuguesa) à 12 cordes. Les instruments à vent  impliquent : le pifano (flûte) et la gaita de foles (cornemuse).
Exemple d'un artiste très connu : Quim Barreiros) accompagné par une guitare traditionnelle (a guitarra portuguesa), qui diffère de la guitare courante (la viola) à 6 cordes par sa forme en cœur (em forma de coração) et ses cordes supplémentaires accroissant la résonance et la puissance harmonique de l'instrument.